# Municipio de Fairfield (condado de Washington)
El municipio de Fairfield (en inglés: Fairfield Township) es un municipio ubicado en el condado de Washington en el estado estadounidense de Ohio. En el año 2010 tenía una población de 1109 habitantes y una densidad poblacional de 17,41 personas por km².

## Geografía
El municipio de Fairfield se encuentra ubicado en las coordenadas 39°23′16″N 81°44′6″O / 39.38778, -81.73500. Según la Oficina del Censo de los Estados Unidos, el municipio tiene una superficie total de 63.7 km², de la cual 63,59 km² corresponden a tierra firme y (0,17 %) 0,11 km² es agua.

## Demografía
Según el censo de 2010, había 1109 personas residiendo en el municipio de Fairfield. La densidad de población era de 17,41 hab./km². De los 1109 habitantes, el municipio de Fairfield estaba compuesto por el 94,86 % blancos, el 1,8 % eran afroamericanos, el 0,09 % eran asiáticos, el 0,09 % eran isleños del Pacífico, el 0,09 % eran de otras razas y el 3,07 % eran de una mezcla de razas. Del total de la población el 0,81 % eran hispanos o latinos de cualquier raza.